# Jody Scheckter
Jody David Scheckter (East London, Dél-afrikai Unió, 1950. január 29. –) dél-afrikai autóversenyző, 1979-ben megnyerte a Formula–1-es világbajnokságot.

## Pályafutása

### A Formula–1 előtt
Scheckter a dél-afrikai East Londonban született, és a Selborne College-ben tanult. 1970-ben Nagy-Britanniába költözött.

### A Formula–1-ben
1972-ben a McLaren csapattal debütált a Formula–1-ben az amerikai nagydíjon, Watkins Glenben, ahol az időmérő edzésen a nyolcadik rajtkockát szerezte meg, majd a futamon a harmadik helyre hozta fel az autót, de az megpördült, visszaesett a mezőnyben, és végül kilencedikként ért célba. Azonnal magára vonta a figyelmet, és a következő évben tovább folytatta a fejlődést. Megnyerte a Formula–5000-es bajnokságot, valamint ötször versenyezhetett a Formula–1-ben, szintén a McLarennél.
Harmadik Formula–1-es nagydíján, Franciaországban majdnem megnyerte a futamot, csakhogy ütközött Emerson Fittipaldival. Következő versenyén, a brit nagydíjon, Scheckter nagy balesetet okozott, aminek következtében tizenegy autó volt kénytelen feladni a futamot, az eset pedig sokféleképpen összegezte korai pályafutását. McLaren M23-asa az Amerikai és a kanadai nagydíjon a nullás rajtszámot viselte, így Scheckter egyike a két Formula–1-es pilótának, aki e szám alatt versenyzett. A másik Damon Hill volt 1994-ben.

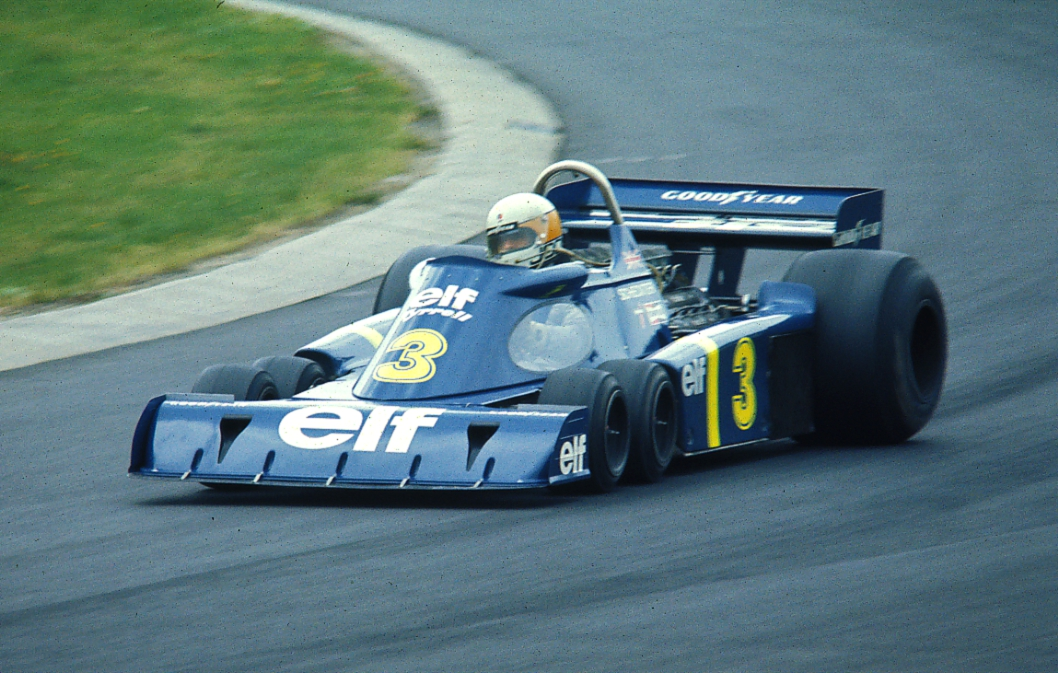
Jody Scheckter 1976-ban a hatkerekű Tyrrellel

 A Tyrrell az 1974-es szezonra leszerződtette első számú versenyzőjévé. Két nagydíjat nyert, kétszer lett második, illetve harmadik. Az egyéni bajnokságban a harmadik helyen végzett. Nyolc egymást követő futamon pontot szerzett. Az 1975-ös évad nem úgy sikerült, mint ahogy kellett volna, de ő lett az egyetlen dél-afrikai, aki megnyerte a dél-afrikai nagydíjat. 1976-ban szintén harmadikként végzett a pontversenyben. Egyetlen futamgyőzelmét Svédországban szerezte, melyet már másodszorra nyert meg. A szezon során a Tyrrel bevezette a legradikálisabb autót a Formula–1 történetében, a hatkerekű Tyrrell P34-est. Scheckter ezzel szerezte egyetlen futamgyőzelmét az évadban, az anderstorpi pályán, Svédországban. Az autóval tizenkét alkalommal állt rajthoz, és tízszer pontot is szerzett vele. Az kelet-amerikai nagydíjon hosszú csatát vívott az első helyért barátjával, James Hunttal.
1977-ben Scheckter elhagyta a Tyrrelt, és Walter Wolf új csapatához igazolt, melyet első versenyükön győzelemhez vezetett. Ezen kívül még kétszer nyert az évben a csapatnak. Általában vagy dobogón végzett, vagy kiesett, de másodikként végzett a domináns Niki Lauda mögött. 1978-ban csak a hetedik helyet tudta megszerezni, az év végén pedig a Ferrarihoz szerződött, Gilles Villeneuve csapattársaként. Az 1979-es évadban három futamgyőzelmet aratott, három alkalommal lett második, illetve további hat pontszerző helyet ért el, mellyel megnyerte a versenyzői bajnokságot. Következő évi címvédése nem sikerült, ugyanis rosszul teljesítette a futamokat, egy alkalommal nem is tudta kvalifikálni magát, és mindössze egyszer kapott pontot egy ötödik helyezésre.

### A Formula–1 után
Scheckter 1981-től visszavonult a sportágtól. Visszavonulása után saját vállalkozást alapított FATS Inc néven, mely katonai lőfegyver-szimulátorok építésével foglalkozott. Eladása után két fia, Tomas és Toby autóversenyzői pályafutását segítette. Tomas az Indy Racing League-ban autózott, és a 2003-as indianapolisi 500-on pole-pozícióból indulhatott. Jody Scheckter testvére, Ian néhány évig szintén szerepelt a Formula–1-ben.
2004-ben újraegyesült a világbajnok Ferrarival a dél-afrikai kétüléses F1x2 Charity Nagydíjon, Kyalamiban. Scheckter az 1999-es San Marinó-i nagydíj alatt a brit ITV vendégkommentátora volt Martin Brundle helyett. Scheckter nemrég megvett egy hampshire-i farmot, ahol biogazdálkodással foglalkozik, és ebben a témában szerepelt 2005-ben egy dokumentumfilm-sorozatban.

### Teljes Formula–1-es eredménysorozata
(Táblázat értelmezése)

(Félkövér: pole-pozícióból indult; dőlt: leggyorsabb kört futott) 

| Év   | Csapat  | 1      | 2      | 3      | 4      | 5     | 6      | 7      | 8      | 9      | 10     | 11     | 12     | 13     | 14     | 15     | 16     | 17     | Helyezés | Pont    |
| ---- | ------- | ------ | ------ | ------ | ------ | ----- | ------ | ------ | ------ | ------ | ------ | ------ | ------ | ------ | ------ | ------ | ------ | ------ | -------- | ------- |
| 1972 | McLaren | ARG    | RSA    | ESP    | MON    | BEL   | FRA    | GBR    | GER    | AUT    | ITA    | CAN    | USA 9  |        |        |        |        |        | –        | 0       |
| 1973 | McLaren | ARG    | BRA    | RSA 9  | ESP    | BEL   | MON    | SWE    | FRA Ki | GBR Ki | NED    | GER    | AUT    | ITA    | CAN Ki | USA Ki |        |        | –        | 0       |
| 1974 | Tyrrell | ARG Ki | BRA 13 | RSA 8  | ESP 5  | BEL 3 | MON 2  | SWE 1  | NED 5  | FRA 4  | GBR 1  | GER 2  | AUT Ki | ITA 3  | CAN Ki | USA Ki |        |        | 3.       | 45      |
| 1975 | Tyrrell | ARG 11 | BRA Ki | RSA 1  | ESP Ki | MON 7 | BEL 2  | SWE 7  | NED 16 | FRA 9  | GBR 3  | GER Ki | AUT 8  | ITA 8  | USA 6  |        |        |        | 7.       | 20      |
| 1976 | Tyrrell | BRA 5  | RSA 4  | USW Ki | ESP Ki | BEL 4 | MON 2  | SWE 1  | FRA 6  | GBR 2  | GER 2  | AUT Ki | NED 5  | ITA 5  | CAN 4  | USA 2  | JPN Ki |        | 3.       | 49      |
| 1977 | Wolf    | ARG 1  | BRA Ki | RSA 2  | USW 3  | ESP 3 | MON 1  | BEL Ki | SWE Ki | FRA Ki | GBR Ki | GER 2  | AUT Ki | NED 3  | ITA Ki | USA 3  | CAN 1  | JPN 10 | 2.       | 55      |
| 1978 | Wolf    | ARG 10 | BRA Ki | RSA Ki | USW Ki | MON 3 | BEL Ki | ESP 4  | SWE Ki | FRA 6  | GBR Ki | GER 2  | AUT Ki | NED 12 | ITA 12 | USA 3  | CAN 2  |        | 7.       | 24      |
| 1979 | Ferrari | ARG Ki | BRA 6  | RSA 2  | USW 2  | ESP 4 | BEL 1  | MON 1  | FRA 7  | GBR 5  | GER 4  | AUT 4  | NED 2  | ITA 1  | CAN 4  | USA Ki |        |        | 1.       | 51 (60) |
| 1980 | Ferrari | ARG Ki | BRA Ki | RSA Ki | USW 5  | BEL 8 | MON Ki | FRA 12 | GBR 10 | GER 13 | AUT 13 | NED 9  | ITA 8  | CAN NK | USA 11 |        |        |        | 19.      | 2       |

## Külső hivatkozások
- Profilja a grandprix.com honlapon (angolul)
- Profilja a statsf1.com honlapon (angolul)
- Profilja a driverdatabase.com honlapon (angolul)